# Richard Adolf Strigl
Richard Adolf Strigl (* 1. Januar 1926 in Münchsmünster; † 27. März 1985 in München) war Professor für Kirchenrecht an mehreren deutschsprachigen Universitäten.

## Leben
Am 1. Januar 1926 wurde Richard A. Strigl in Münchsmünster als erster und einziger Sohn des Postbeamten Adolf Strigl und seiner Ehefrau Anna geboren. Bereits sechs Monate später siedelte die junge Familie um nach Geisenfeld. Hier besuchte er von 1932 bis 1936 die Volksschule. 1936 Eintritt in das Humanistische Progymnasium der Benediktinerabtei Scheyern. 1940 wechselte er zum Domgymnasium Freising und 1943 an das Ludwigsgymnasium München. Kurze Zeit später wurde er als Flakhelfer einberufen. Es folgte eine Kriegsgefangenschaft in den USA, die bis März 1946 dauerte. Von 1946 bis 1951 studierte Strigl an der Philosophisch-Theologischen Hochschule in Freising.
Im Hohen Dom zu Freising wird Strigl am 29. Juni 1951 durch Michael Kardinal von Faulhaber, zusammen mit Joseph Ratzinger, dem späteren Papst Benedikt XVI. sowie dessen Bruder Georg Ratzinger zum Priester geweiht.
- Primiz in seiner Heimatpfarrei Geisenfeld am 1. Juli 1951. Anschließend wird er in der Pfarrei St. Ursula in München-Schwabing eingesetzt.
- 1955 begann er mit dem Studium für Kirchenrecht am Kanonistischen Institut der Ludwig-Maximilians-Universität München. Ab 1960 erhielt er den Lehrauftrag für Kirchenrecht an der Phil.-Theol. Hochschule Freising.
- 1962 Habilitation für Kirchenrecht an der Universität München.
- Am 1. Juli 1963 Ernennung zum außerordentlichen Professor für Kirchen- und Staatskirchenrecht an der Phil.-Theol. Hochschule Freising
- Am 1. August 1968 wird er zum ordentlichen Professor in Freising ernannt, 1970 zum Professor des Kirchenrechts an der Universität Salzburg. Ab 1979 ist Strigl Mitherausgeber im Archiv für Katholisches Kirchenrecht.
- Am 27. März 1985 stirbt Richard A. Strigl im Alter von 59 Jahren.

## Werke
- Grundfragen der kirchlichen Ämterorganisation 1960 ISBN 3-88096-313-4
- Die Vicaria perpetua als Ersatzform der kanonischen Pfarrei 1964
- Das Funktionsverhältnis zwischen kirchlicher Strafgewalt und Öffentlichkeit 1965
- Marginalien zum Entwurf einer Lex Fundamentalis Ecclesiae 1972